# Логінова Ольга Германівна
О́льга Ге́рманівна Ло́гінова (* 1966, Бєлорецьк) — радянська і українська гірськолижниця; виступала за збірні команди СРСР і України з гірськолижного спорту, чемпіонка радянської національної першості, учасниця зимових Олімпійських ігор в Ліллехаммері. Майстер спорту СРСР міжнародного класу.

## Життєпис
Народилася 1966 року в місті Бєлорєцьк (Башкирська АРСР). Спортивну підготовку проходила в Бєлорєцькій СДЮШОР з гірськолижного спорту, по тому — в ДСТ «Спартак».
В 1980-х роках входила до числа найсильніших гірськолижниць СРСР. П'ять разів ставала чемпіонкою СРСР — в різних гірськолижних дисциплінах:
- тричі в слаломі (1983, 1986, 1988)
- один раз в двоєборстві (1987)
- один раз в гігантському слаломі (1990).

Входила до складу збірної СРСР, виступала на етапах Кубка світу. На чемпіонаті світу серед юніорів в італійському Сестрієре фінішувала у слаломі чотирнадцятою; виконала норматив майстра спорту СРСР з гірськолижного спорту.
Після розпаду СРСР прийняла українське громадянство та увійшла до основного складу національної збірної України. Захищала честь країни на зимових Олімпійських іграх-1994 в Ліллехаммері. Стартувала у всіх п'яти жіночих дисциплінах; зайняла 37 місце в швидкісному спуску, 40 місце в супергіганті, 18 місце в комбінації, в слаломі була дискваліфікована, а в гігантському слаломі зійшла з дистанції.
Залишалася чинною спортсменкою до 1996 року, ще кілька разів представляла українську команду на етапах Кубка світу і Кубка Європи. Брала участь в студентських університетських змаганнях і національних першостях.